# Vallo Ligure
Per Vallo ligure si intende quel sistema difensivo allestito dalle forze di occupazione tedesche lungo le coste della Liguria, per contrastare il pericolo di uno sbarco alleato sulle coste liguri.
Le truppe occupanti, coadiuvate dal lavoro edilizio dell'organizzazione Todt e in collaborazione con specialisti dell'Ansaldo della OTO Melara e dell'Arsenale militare marittimo della Spezia, allestirono nuove batterie costiere utilizzando l'abbondante numero di pezzi campali catturati al Regio Esercito dopo l'8 settembre 1943, e rimisero in efficienza le batterie italiane sabotate dalla Milmart al momento della resa.
Nel contempo i tedeschi migliorarono la protezione delle batterie costiere con la realizzazione di coperture a forma di guscio di tartaruga in cemento armato edificate sopra le piazzole e in grado di proteggere i serventi e i pezzi dalle incursioni aeree. Esempi di questo lavoro di adeguamento sono visibili nelle batterie Dante De Lutti a Bocca di Magra, Gregorio Ronca sull'isola del Tino, e nelle batterie a protezione del capoluogo ligure; Monte Moro, Punta Chiappa e Mameli. Tale vallo proseguiva in Francia mediante il vallo Mediterraneo.

## La difesa costiera in Liguria tra '800 e '900

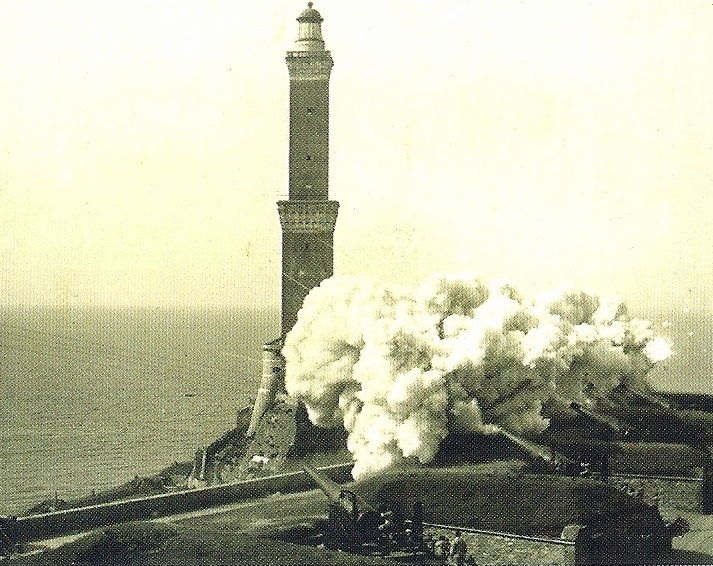
La batteria di San Benigno sotto la Lanterna di Genova, durante un'esercitazione di inizio '900.

Quando il Regno d'Italia si costituì nel 1861, il neonato Stato ereditò alcune opere fortificate costiere già erette dal Regno di Sardegna lungo la costa ligure e dal Regno delle Due Sicilie a difesa dei porti più importanti.

La Francia era allora una nazione amica, ma la presa di Roma e il mancato intervento italiano a fianco della Francia durante la guerra franco-prussiana, fecero deteriorare i rapporti politici tra le due nazioni.
L'Italia era isolata, la Francia era un pericolo e l'Austria-Ungheria minacciosa; furono quindi avviati studi per fortificare il confine con la Francia e le località costiere più importanti, vennero previsti 97 siti fortificati in tutto il paese.
Tra il 1871 e il 1880 furono stanziati 66,6 milioni di lire per le fortificazioni del paese e più di 31 milioni per le artiglierie necessarie ad armarle.

Le Alpi Occidentali erano uno degli obiettivi principali dei lavori di fortificazione, assieme alle piazze marittime di Genova e La Spezia fino a quando nel 1878 iniziarono anche i lavori di fortificazione della capitale Roma.
Sul piano politico, nel 1882 fu stipulata la Triplice Alleanza, con Germania e Austria-Ungheria, che tolse l'Italia dall'isolamento politico nel quale si trovava e mutò drasticamente lo scenario militare europeo, consentendo inoltre all'Italia sospendere i costosi lavori di fortificazione della costa Adriatica.
Il pericolo più consistente erano i possibili attacchi da parte francese alle coste liguri. Furono progettati nuovi sbarramenti lungo i passi di collegamento tra la Liguria e la Pianura padana per evitare la minaccia di aggiramento, e furono iniziati grossi lavori di fortificazione lungo la costa ligure. Le numerose innovazioni tecnologiche di fine '800 avevano portato alla realizzazione di grandi batterie costiere costituite per lo più da pezzi d'artiglieria di tipi e calibri diversi in postazioni in barbetta, e spesso dotate di fosso per la difesa ravvicinata. Si trattava di opere molto esposte al tiro avversario perché realizzate fuori terra. Soltanto le batterie destinate a effettuare tiri d'infilata a protezione delle imboccature dei porti vennero dotate di casematte non corazzate.
Furono condotti studi per dotare batterie costiere in cupola corazzata tipo Gruson, armate con pezzi Krupp da 400 mm in tutte le principali piazze marittime. A titolo sperimentale un esemplare fu installato a La Spezia, poi denominato "Torre Umberto I".
Il progetto dovette però scontrarsi con le difficoltà economiche nazionali, il prototipo non ebbe seguito, e l'impegno maggiore quindi fu verso l'adozione di nuovi pezzi a tiro curvo, in grado di avere ragione dei ponti corazzati delle navi fino ad una distanza di otto chilometri.
La piazza di La Spezia, il principale arsenale marittimo italiano, fu munito di circa 30 opere armate con più di 300 cannoni, 170 dei quali con funzioni antinave (per lo più calibro 240 o 320 mm), 100 per la difesa del fronte terrestre e 30 con doppio compito. A Genova vennero invece approntate undici batterie a difesa del fronte marittimo, la principale costruita alla base della Lanterna armata con pezzi da 320 mm.

## La prima guerra mondiale
Con lo scoppio del primo conflitto mondiale la difesa costiera ligure fu privata di molti pezzi d'artiglieria inviati a Taranto e a Brindisi città più minacciate dalla flotta austriaca, che a causa del blocco del Canale d'Otranto si era trovata a operare nella limitata area del Mare Adriatico.
In compenso cominciano a crescere le incursioni dei sommergibili degli Imperi centrali nei porti e ai danni del naviglio italiano.
Per combattere questa piaga, nascono i "punti di rifugio" (P.R.), ossia tratti di costa difesi dalle batterie terrestri in cui le navi amiche potevano transitare o sostare. La Liguria in questo senso rappresentava una linea praticamente ininterrotta, a difesa del traffico navale e delle linee ferroviarie costiere, che dopo Caporetto furono indispensabili per il transito dei rinforzi anglo-francesi verso il fronte.
Genova fu nodo vitale di questa linea di difesa, e la sua piazza fu una delle più armate anche se con pezzi spesso obsoleti e di medio calibro, comunque utili in alcuni casi, a costringere sottomarini assalitori a ritirarsi.
Nonostante le precauzioni al largo del breve tratto di litorale antistante Genova, furono affondati in poco tempo due piroscafi da trasporto, tra cui l'americano Washington, di ottomila tonnellate di stazza, carico di locomotive, vagoni ferroviari e materie prime destinate all'industria bellica italiana, affondato il 3 maggio 1917 al largo di Camogli.

## La situazione della difesa costiera in Liguria nel 1940

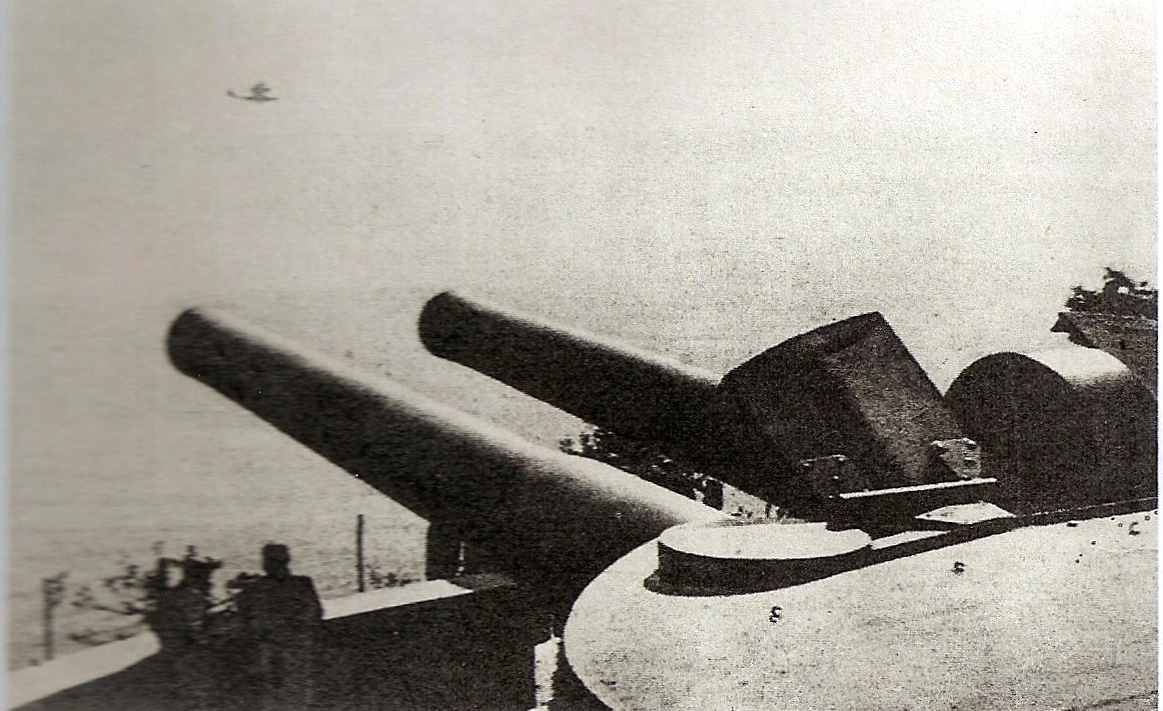
Immagine propagandistica sulle difese costiere di Genova.

Fino all'8 settembre 1943, la difesa delle coste liguri era affidata a batterie con doppia funzione, antiaerea e antinave, che si distinguevano secondo la loro collocazione e composizione in batterie fisse, semi fisse e mobili.
Le batterie fisse erano generalmente di tipo permanente e servivano nella maggior parte dei casi nella difesa antinave. Erano armate con pezzi di medio e grosso calibro sistemati su basamenti di cemento armato, a cui furono solidarizzate mediante tirafondi annegati nel calcestruzzo a profondità anche superiori a 1,5 metri.
Le batterie semi fisse erano costituite da pezzi alloggiati su paioli appena ancorati al terreno, ed erano solitamente utilizzate per la difesa antiaerea, e in necessità anche antinave. Predisposte fin dal primo dopoguerra, le batterie avevano la possibilità di spostarsi e schierarsi in diverse posizioni, secondo le esigenze, avendo materiali e attrezzature rimovibili. Infine le batterie mobili erano montate su convogli ferroviari (treni armati della Regia Marina), su autoveicoli (batterie automontate) e su pontoni (pontoni armati).

### Le difese di Genova e Savona
Il porto e la città di Genova era protetti contro i bombardamenti navali da due pontoni armati semoventi, GM 194 ex Faà di Bruno (armato con due pezzi da 381/40 in torre binata e sei pezzi antiaerei da 76/40, due da 20/70 e due da 6,5 mm) e GM 216 (armato con due pezzi da 190/45, due da 20/70 e due da 6,5 mm); da tre batterie costiere di medio calibro (batteria Mameli a Pegli, batteria Monte Moro a Quinto al Mare e batteria di Punta Chiappa a monte di Portofino) e da alcuni treni armati della Regia Marina. Inoltre esistevano in funzione antiaerea una batteria da 102/45, tre da 90/53, quattro da 88/55, diciotto da 76/45, otto da 76/40 e due da 75/32, situate sia a difesa delle batterie fisse che nelle alture che circondano la città.
I treni armati erano alle dipendenze dei locali comandi DICAT e trainati da locomotive tipo 735 FS o tipo 740 FS, in grado di trasportare il convoglio ad una velocità massima di 65 km/h.
Il primo gruppo di treni armati (T.A.) aveva base logistica a La Spezia e il comando operativo a Genova, a cui dipendevano i seguenti treni: T.A. 120/1/S a Vado Ligure, T.A. 120/2/S ad Albenga, T.A. 120/3/S ad Albisola, T.A. 120/4/S a Cogoleto, T.A. 152/5/S a Recco e T.A. 76/1/S (antiaereo) a Sampierdarena.
Mentre il secondo gruppo fu destinato alle coste calabresi e siciliane.

### Le difese della Spezia
Il golfo della Spezia fin dai primi anni dell'Ottocento, grazie alla sua conformazione geografica, fu utilizzato quale arsenale militare e in quanto tale, soggetto a pesanti opere fortificatorie difensive. Diversi forti e postazioni di artiglieria create durante gli anni sopravvissero fino all'inizio del conflitto, quando le necessità di protezione di uno dei maggiori arsenali del Regno d'Italia, fece sì che molte opere furono riarmate e altre costruite ex novo.
Già nel primo dopoguerra furono realizzate la batteria Gregorio Ronca sull'isola del Tino (armata con quattro pezzi da 152/50 e un pezzo illuminante da 120/40),  la batteria "Dante De Lutti" a Punta Bianca nei pressi di Bocca di Magra (armata con due cannoni antinave da 152/45 e un pezzo illuminante da 120/40) e la batteria Carlo Alberto Racchia presso Riomaggiore (armata con quattro pezzi da 152/50 e un pezzo illuminante da 120/40)  . Nello stesso periodo anche le batterie disarmate nel 1915 furono riequipaggiate con artiglierie più moderne, la batteria "Giuseppe Garibaldi" fu dotata di sei pazzi da 152/45, mentre nella batteria Domenico Chinca (ex Batteria Maralunga) , le obsolete artiglierie di medio calibro furono sostituite da quattro cannoni della Regia Marina da 152/45, come peraltro la batteria "Schenello", che fu riarmata con quattro cannoni da 152/45 e un pezzo illuminante da 120/40.
Dopo il 1920 furono allestite anche due batterie anti siluranti; la "Francesco Querini" a Baia Blu, e la "Alfredo Mazzuoli" sulla diga foranea. Entrambe avevano il compito di prevenire un possibile ingresso di mezzi o sommergibili nemici grazie ai cinque cannoni da 76/40 la Mazzuoli e sei la Querini, con cui erano armate, pezzi che armavano anche l'ottocentesca batteria di Santa Teresa bassa.
Prima del 1928 furono inoltre implementate le difese aeree con la costruzione di cinque nuove batterie antiaeree, S 229A a Maramozza, S 353 presso la batteria "Semaforo" su Palmaria, S 485 a Baccano (alle dipendenze del forte di Canarbino), S 635 su Monte Santa Croce e S 669 a Cadimare. Altre batterie antiaeree furono poi installate all'interno di forti ottocenteschi, tra cui il forte Umberto I, il forte Bramapane e il forte Santa Maria. Altre cinque batterie furono poi installate nei pressi della costa, impiegate anche in funzione antinave.
Durante gli anni 30 furono allestite  batterie antiaeree a Monte Viseggi, in località "Il Monte" e a Monte Pertego. Inoltre la batteria "Domenico Chiodo", precedentemente armata con obici da 28 cm, fu allestita in funzione antiaerea con sei pezzi da 90/53 e quattro mitragliere da 37 mm.
In totale la piazza di La Spezia era difesa da dodici batterie costiere, con cinquantanove cannoni in totale, e da ventidue batterie antiaeree, suddivise in quattro gruppi e con oltre novanta cannoni, a cui si aggiunsero all'inizio del 1943 anche sei batterie armate con il FlaK da 88 mm.

## L'occupazione tedesca - nasce il Vallo ligure

Bersagliere della RSI di guardia, nello sfondo si possono vedere le trincee scavate sulla spiaggia di Pegli.

Guarnigione italo-tedesca in un'immagine propagandistica di fronte alla torre binata da 381 di Monte Moro.

Con l'8 settembre 1943 le truppe tedesche presero il controllo delle fortificazioni e delle batterie italiane, in molti casi sabotate dopo la resa. La necessità di un sistema antisbarco sulle coste liguri diventò per i tedeschi di importanza cruciale, il comando supremo tedesco riteneva probabile uno sbarco alleato nel golfo di Genova e allo stesso tempo riteneva insufficienti le postazioni difensive esistenti. Partirono quindi subito i lavori di costruzione di nuove postazioni di artiglieria, bunker, postazioni Tobruk, muraglioni antisbarco, ostacoli anticarro e cavalli di frisia lungo le spiagge e le alture.
Le foci dei corsi d'acqua, le spiagge, ponti e strade furono disseminate di migliaia di ordigni esplosivi. Al 31 ottobre 1943 le unità tedesche presenti in Liguria avevano ricevuto 148.000 mine anticarro ed antiuomo (38.000 alla 334ª divisione; 40.000 alla 356ª divisione e 70.000 alla 135ª brigata). Nelle settimane successive all'armistizio giunsero in Liguria i reparti specializzati del genio, assieme a battaglioni divisionali del genio e dell'organizzazione Todt (OT), che furono incaricati di costruire le nuove opere difensive.
L'OT disponeva nel territorio di due Oberbauleitungen (OBL), cioè "direzione superiore dei lavori" e, da queste, dipendevano i cantieri e le imprese di costruzione
Il 10 settembre, il colonnello Nagel, comandante dell'87º corpo d'armata ricevette da Erwin Rommel, istruzioni per lo schieramento delle truppe a difesa della costa ligure. La 74ª e la 94ª divisione di fanteria furono dislocate attorno a Genova e Savona, in quanto i settori costieri di Savona-Varazze e Genova-Voltri corrispondenti alla parte più stretta dell'Appennino ligure e più ricche di vie di comunicazione con l'interno, furono ritenuti i più idonei per uno sbarco alleato. Così a Savona, nei sedici chilometri di costa vennero schierati due battaglioni, a Voltri in sette chilometri fu schierato un battaglione e a Genova, in venti chilometri, ben quattro battaglioni. Verso il confine francese e verso La Spezia, i comandi tedeschi ritenevano la possibilità di sbarchi meno probabile e comunque le azioni alleate in quei settori sarebbero state probabilmente atte ad azioni contro il naviglio nei porti.
L'ipotesi assai realistica di uno sbarco alleato sulla costa ligure, nome di copertura "Grete/Gustav" per Genova o nell'alto Tirreno, "Luise/Ludwig" per Livorno, atto a superare le difese tedesche nel settore appenninico per puntare direttamente al nord Italia, fu, seppur con diversa intensità, motivo di apprensione dello stato maggiore tedesco. Nel contesto globale per la difesa delle coste italiane, entrambi i settori furono attenzione di un'intensa pianificazione delle contromisure difensive. Furono quindi dislocati migliaia di soldati tedeschi e repubblichini lungo la fascia costiera e lungo le vie di comunicazione con la Pianura Padana, ma, quando la minaccia di uno sbarco Alleato nel Nord della Francia si fece più pressante, costringendo i tedeschi al trasferimento dell'Heeresgruppe B dall'Italia del nord in Francia il 21 novembre 1943 (Operazione Dragoon), il comando delle operazioni in Italia settentrionale fu assegnato alla 14ª armata di Eberhard von Mackensen.

### Il piano Zeta
La convinzione dell'Oberkommando der Wehrmacht (OKW) che fosse probabile uno sbarco alleato nel golfo di Genova nella tarda primavera o nell'estate del 1944, la costrinse a trasformare la città di Genova in una vera e propria piazzaforte. In tal senso, oltre alle opere di fortificazione, dei reparti anti sbarco e dei gruppi di artiglieria costiera, venne elaborato dall'OKW un preciso piano da attuare in caso di soverchiante attacco nemico.
Questo piano, denominato Zeta, prevedeva una lista di obiettivi da distruggere prima di una eventuale ritirata delle forze nazifasciste: il porto, i cantieri, le fabbriche, le centrali elettriche e dell'acqua, tutti i ponti e le gallerie. Moltissimi di questi obiettivi furono minati con mine antiuomo e anticarro già sul finire della primavera del 1944, momento in cui il generale Reinhart Meinhold assunse il comando della città di Genova con il titolo di Festungkommandant, il quale disponeva della seguente guarnigione: un contingente della 135ª brigata da fortezza, un contingente della Kriegsmarine, due battaglioni autonomi di bersaglieri, un reggimento di artiglieria pesante e uno di artiglieria leggera, un gruppo di batterie autonome sul Monte Moro, un gruppo FlaK e un treno armato con pezzi da 90/53. Nella necessità, a queste unità si aggiungevano migliaia di elementi della Wehrmacht e della marina scaglionati sui monti circostanti.

### Il piano Herbstnebel
Il comando tedesco in Italia predispose l'entrata in funzione di una seconda linea difensiva posta tra il fiume Po e la linea che univa il fronte appenninico allo schieramento difensivo costiero sul Mar Ligure, chiamata linea "Gengis Khan", che sarebbe servita dopo un eventuale crollo delle difese nazifasciste sugli Appennini. Questa linea avrebbe dovuto essere protetta dall'armata Liguria del generale Rodolfo Graziani, e la ritirata controllata delle divisioni nazifasciste dalla Liguria avrebbe dovuto seguire un preciso piano, chiamato in codice Herbstnebel ("Nebbia autunnale"), per convergere sulla linea Gengis Khan. Dalla provincia di Imperia si prevedeva la ritirata della 34ª divisione di fanteria e della 5ª divisione da montagna lungo la rotabile che attraversava il colle di Nava e le varie strade di raccordo che portavano in pianura. Da Savona la divisione San Marco e altre diverse aliquote della marina e di altri reparti fascisti avrebbero dovuto ritirarsi su Alessandria per poi aggregarsi alla 34ª divisione tedesca, mentre dal fronte spezzino la 148ª divisione di fanteria avrebbe dovuto ripiegare in val di Taro percorrendo la rotabile Fivizzano-passo del Cerreto per poi concentrarsi a Fornovo di Taro, dove era previsto il congiungimento con la 1ª divisione bersaglieri Italia e quelli della Monterosa provenienti dalla Linea Gotica.
Da Genova la 135ª divisione di fortezza, dopo aver effettuato le previste distruzioni agli impianti industriali e alle principali vie di comunicazione della città, avrebbe dovuto cercare ripiegare, assieme ad aliquote della Monterosa stanziate nell'immediato levante cittadino, lungo la camionale.

### Tipologie di costruzione

Bersagliere della RSI in posa con accanto una torretta interrata di un carro francese Renault con sullo sfondo la diga foranea di Genova.

L'imponente sistema difensivo allestito dalle forze tedesche, definito, forse anche grazie all'efficace propaganda, Vallo ligure, fu la più grande opera difensiva tedesca in Italia ed impegnò una gran quantità di materiale.
Inizialmente i tedeschi rimisero in efficienza le batterie italiane sabotate dalla Milmart al momento della resa, migliorando nel contempo, con l'aiuto dei lavoratori coatti o accondiscendenti dell'Ansaldo, OTO Melara e dell'Arsenale di La Spezia, la protezione della batterie costiere di medio calibro contro i bombardamenti aerei alleati.
Furono principalmente costruite diverse coperture dette a "guscio di tartaruga" in cemento armato da installare sopra le piazzole scoperte che solitamente ospitavano i pezzi da 152, come quelli presenti nelle batterie Dante De Lutti e Gregorio Ronco in provincia della Spezia, e nelle batterie a protezione del capoluogo ligure.
Le truppe occupanti realizzarono poi molte nuove batterie costiere utilizzando il gran numero di pezzi di medio calibro requisite al Regio Esercito; furono per esempio realizzate tre nuove batterie costiere a Bocca di Magra, la batteria "Ferrara", la batteria "dell'Angelo" e la batteria di "Bocca di Magra". La prima fu armata con due torri navali binate da 135/45 oltre che un cannone da 204 mm dislocato nell'omonima località. La batteria dell'Angelo disponeva invece di tre pezzi da 152 mentre la Bocca di Magra era armata con alcuni pezzi meno potenti da 105 mm di preda bellica francese. Queste tre nuove batterie furono realizzate allo scoperto, ma la creazione di diversi ricoveri e gallerie sotterranee e in cemento armato garantivano una certa protezione per il personale. Tutte e tre le batterie erano protette dagli attacchi aerei da cinque mitragliere Breda da 20 mm in funzione antiaerea.
Il grosso dell'impegno edile nella prevenzione di uno sbarco fu però indirizzato nella realizzazione di architetture fortificate atte ad impedire l'avanzata di mezzi corazzati e fanteria attraverso le spiagge e le zone pianeggianti. A questo scopo furono realizzati vari ostacoli anticarro, il più comune lungo le coste era costituito da un muro anti-sbarco in calcestruzzo armato chiamato "Panzermauer" di altezza variabile da 1,5 a 4 metri e con uno spessore di almeno un metro. Il profilo di questo tipo di fortificazione aveva uno spessore superiore a forma piramidale o semicilindrica, appositamente studiato per essere difficilmente superabile con l'arrampicata. Ma l'alto costo di questo manufatto, sia in termini di materiale che di manodopera limitò fortemente l'utilizzo dei muri antisbarco, per cui fu realizzato sui tratti di spiaggia tra Fiumaretta d'Ameglia e Marinella di Sarzana, di San Terenzo e di Portovenere e in pochi tratti particolarmente importanti lungo le linee dell'entroterra come il muro anticarro lungo il torrente Parmignola.
Lungo la costa la Todt installò numerose tipologie di casematte destinate al tiro d'infilata degli ostacoli anticarro naturali o artificiali. Un esempio di queste casematte si trova sull'isola di Palmaria dove nell'odierno stabilimento balneare della Marina Militare è presente una casamatta a forma cubica con una feritoia rivolta verso al mare dove un cannone da 50 mm avrebbe dovuto colpire le imbarcazioni nemiche che transitavano attraverso lo stretto tra Portovenere e l'isola di Palmaria. Molte altre casematte sono presenti lungo la costa e furono principalmente costruite con tre o quattro feritoie e armate con una mitragliera, ma le casematte più comuni costruite furono i nidi di mitragliatrice denominati Tobruk, ispirati alle efficaci postazioni italiane impiegate durante la campagna del Nordafrica. L'efficacia di queste piccole fortificazioni provvisorie in Africa convinse i tedeschi ad adottarle per la difesa delle coste costruendole in cemento armato e incassandole a terra anche con piccole riservette per le munizioni. Spesso i Tobruk venivano impiegati nella difesa di centri più grandi come all'entrata della batteria Dante De Lutti.
Infine, per controllare l'accesso alle principali vie di comunicazione litoranee furono allestiti dei posti di blocco costieri, costituiti da costruzioni in cemento armato contenenti una camera di combattimento circolare, dov'erano presenti almeno quattro feritoie armate di mitragliatrice.

### Dislocazione dei reparti

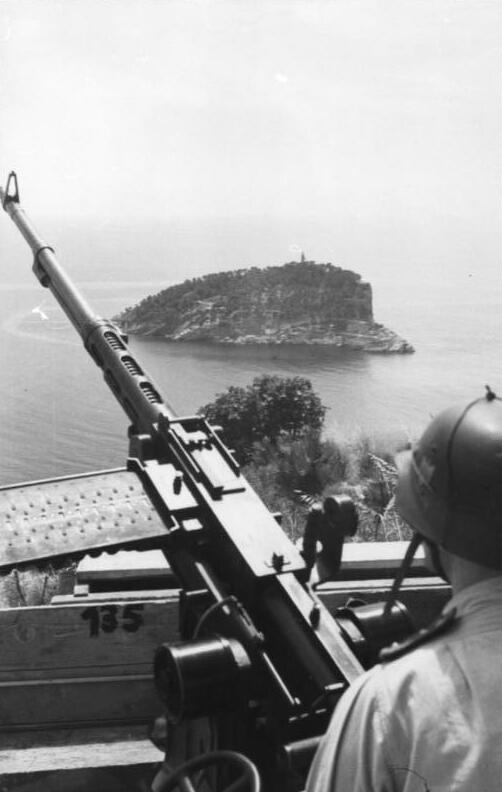
Soldato tedesco armato di mitragliera Scotti da 20 mm in una postazione davanti all'isola di Tino, golfo della Spezia

Con lo sbarco alleato in Normandia molti dei contingenti tedeschi di terra e dell'aviazione furono spostati in Francia, ma il ritiro di truppe alleate dal fronte italiano sulla Gustav verso la Corsica, convinse il comando supremo tedesco di un imminente sbarco nella costa provenzale o in quella ligure. Ma nel frattempo l'offensiva alleata in Italia non si era arrestata e il 12 maggio 1944 Montecassino fu l'obiettivo di un grosso assalto alleato che costrinse Kesselring a nuovi spostamenti di truppe.
Con lo sbarco di Anzio il 22 gennaio 1944, Kesselring dovette trasferire la 14ª armata e parte della 356ª divisione nel Lazio, e l'Armeeabteilung del generale Zangen prese il comando sulle aree dell'Italia settentrionale considerate zone d'operazione, cioè lungo la costa ligure, tirrenica ed adriatica fino all'Istria.
Al 1º marzo 1944 le forze effettive della 356ª divisione ammontava in totale a 8.775 uomini contro i 13.656 di organico, furono affiancati quindi alcuni battaglioni di bersaglieri e alcune batterie costiere della RSI oltre a reparti minori dell'esercito e della marina. Nella primavera del 1944 le forze dell'Asse in Liguria erano molto indebolite; si può desumere che tra tedeschi e repubblichini nell'area ligure e del basso Piemonte fossero attorno a 13-15.000 uomini ai quali si aggiungono le forze della marina tedesca, circa 10.000 uomini e circa 3.000 uomini della brigata di fortezza di stanza nello spezzino.
La situazione dello schieramento nazifascista in Liguria, al marzo 1944 era il seguente: il "gruppo Genova" formato dalla 356ª divisione di fanteria, schierata dal confine francese alla penisola di Portofino, il "gruppo La Spezia" da Portofino a Marina di Carrara difeso dalla 135ª brigata da fortezza e il "gruppo Livorno" costituito dalla 162ª "Turk" infanterie division, composta da reclute turchestane e azere. A disposizione c'era poi in caso di emergenza la divisione "Hermann Göring" della Luftwaffe schierata in Toscana come riserva.

#### Estate - inverno 1944
Tra fine maggio ed inizio giugno la 356ª divisione fu spostata dalla Liguria per confluire nella 14ª armata tedesca sulla Gustav, e sostituita lungo la riviera ligure dalla 42ª divisione proveniente dalla campagna anti partigiana nei Balcani.
A metà giugno confluì in Liguria la 19. Luftwaffen-Feld-Division, schierata tra Genova e Novi Ligure.
I comandi tedeschi iniziarono un sostanziale rafforzamento delle difese costiere con un ispessimento del fronte, così la ricostituita 34ª divisione di fanteria proveniente dall'Ucraina fu schierata sui principali colli di collegamento tra la costa e l'interno. Il generale Theo-Helmut Lieb, comandante della divisione, assunse anche il comando di tutte le forze tedesche e repubblichine sulle due riviere, costituendo dapprima il "gruppo Lieb" (34ª e 42ª divisione e la 135ª brigata da fortezza) e poi, con l'arrivo di divisioni della RSI addestrate in Germania, costituì la Korpsableitung Lieb ("reparto corpo d'armata Lieb").
Pronta ad intervenire compariva anche la 90. Panzergrenadier stanziata inizialmente a Modena, poi ad agosto, quando ci furono avvisaglie di un imminente sbarco alleato nel settore tra la Provenza e la Liguria, fu spostata a Novi Ligure e a nord di Genova. Il 15 agosto lo sbarco avvenne sulla costa francese tra Le Lavandou e Théoule, il che richiese ampi spostamenti delle forze tedesche dall'Italia alla Francia. Ma acquisita l'impossibilità di fermare lo sbarco, i tedeschi si ritirarono lungo la valle del Rodano e sul confine italiano. La Liguria divenne quindi, assieme al resto dell'Italia nord occidentale, zona d'operazioni dove ora operavano anche la 148ª e la 157ª divisione tedesca a difesa dei passi alpini.
A novembre 1944 a difesa di Genova si trovava il "gruppo tattico Meinhold", derivante dalla 135ª brigata da fortezza, al comando del generale tedesco Günther Meinhold incaricato della difesa della "fortezza Genova", mentre a ponente era stanziata la divisione di fanteria "San Marco" e nelle valli interne battaglioni e compagnie della Monterosa.

#### Gennaio 1945
Dopo lo sfondamento di Montecassino, l'enorme pressione degli alleati si era spostata sulla linea Gotica. Molti reparti tedeschi erano impegnati su questo nuovo e cruciale fronte, per cui in Liguria si ritrovò solo con aliquote delle divisioni che in precedenza presidiavano la costa ligure. Alcune compagnie della San Marco erano presenti tra Albenga e la rotabile Voltri-passo del Turchino; alcune compagnie della 132ª divisione di fanteria tedesca erano di stanza tra la rotabile Voltri-passo del Turchino e Recco-Uscio-Scoffera; elementi della 142ª divisione tedesca si collegavano tra la 132ª e Chiavari; unità della Monterosa erano presenti nella zona passo del Bracco-Sesta Godano; la divisione Littorio era di stanza a Tortona mentre la 135ª brigata da fortezza controllava l'area metropolitana di Genova, a cui erano aggiunti due battaglioni autonomi di bersaglieri.

## Il Vallo fino alla fine del conflitto
Nonostante le convinzioni iniziali dell'OKW lo sbarco nelle coste liguri non avvenne mai, e anzi, le posizioni create e quelle sistemate dalla Todt, non ebbero mai il battesimo del fuoco. Solo la piazza di La Spezia fu in parte impegnata in azioni di combattimento, limitate però alla difesa antiearea; le più importanti furono quelle del 14 e 19 aprile 1944 e del 2, 12, 19 e 22 maggio dello stesso anno.
La piazza fu poi impegnata come estremo limite occidentale della difesa nazifascista sulla Linea Gotica; durante le fasi finali dell'avanzata alleata la batteria di Dante De Lutti di Punta Bianca diede il suo contributo per i difensori bombardando Massa occupata dagli alleati, distruggendone edifici e soprattutto interrompendo le vie di comunicazione circostanti. Di risposta nell'aprile 1945 la batteria subì un attacco aereo seguito da un attacco di supporto di un cacciatorpediniere britannico di dieci minuti, atto a coprire l'avanzata del 370º reggimento statunitense. Il 17 aprile tentò l'avanzata il 473º reggimento respinto però dai tedeschi con il supporto della batteria Dante De Lutti, nonostante l'appoggio aeronavale alleato. Solo il 20 aprile i fanti della 92ª divisione Buffalo si impossessarono di Punta Bianca dopo che la batteria fu evacuata dopo lo sfondamento alleato a Bologna. Le altre batterie di La Spezia furono impegnate contro le zone di ammassamento dei partigiani che avevano isolato la città, anche gli obici da 305 mm della batteria Cascino si fecero sentire fino a che un'azione di sabotaggio fece esplodere i due pezzi uccidendo undici marinai della RSI.
All'atto di resa le demolizioni previste non furono compiute e i pezzi seppur sabotati dalle truppe in ritirata non subirono gravi danni.
Anche la "fortezza Genova" non fu mai impegnata in azioni di fuoco fino al 24 aprile 1945 quando a seguito dell'insurrezione generale e la conseguente liberazione di Genova, la batteria Monte Moro fu cinta d'assedio dalle forze della Resistenza. Il capitano della batteria Weegen si rifiutò di arrendersi, minacciando di colpire la città con i pezzi da 152 della batteria. Il 26 la batteria sparò alcuni colpi contro delle unità navali alleate in vista della costa.
Wegeen voleva il via libera per raggiungere le colonne tedesche in ripiegamento verso le Alpi, solo l'arrivo della 92ª divisione Buffalo convinse gli occupanti ad arrendersi. La guarnigione si arrese con l'onore delle armi il 28 aprile 1945.